# Le Chat Noir

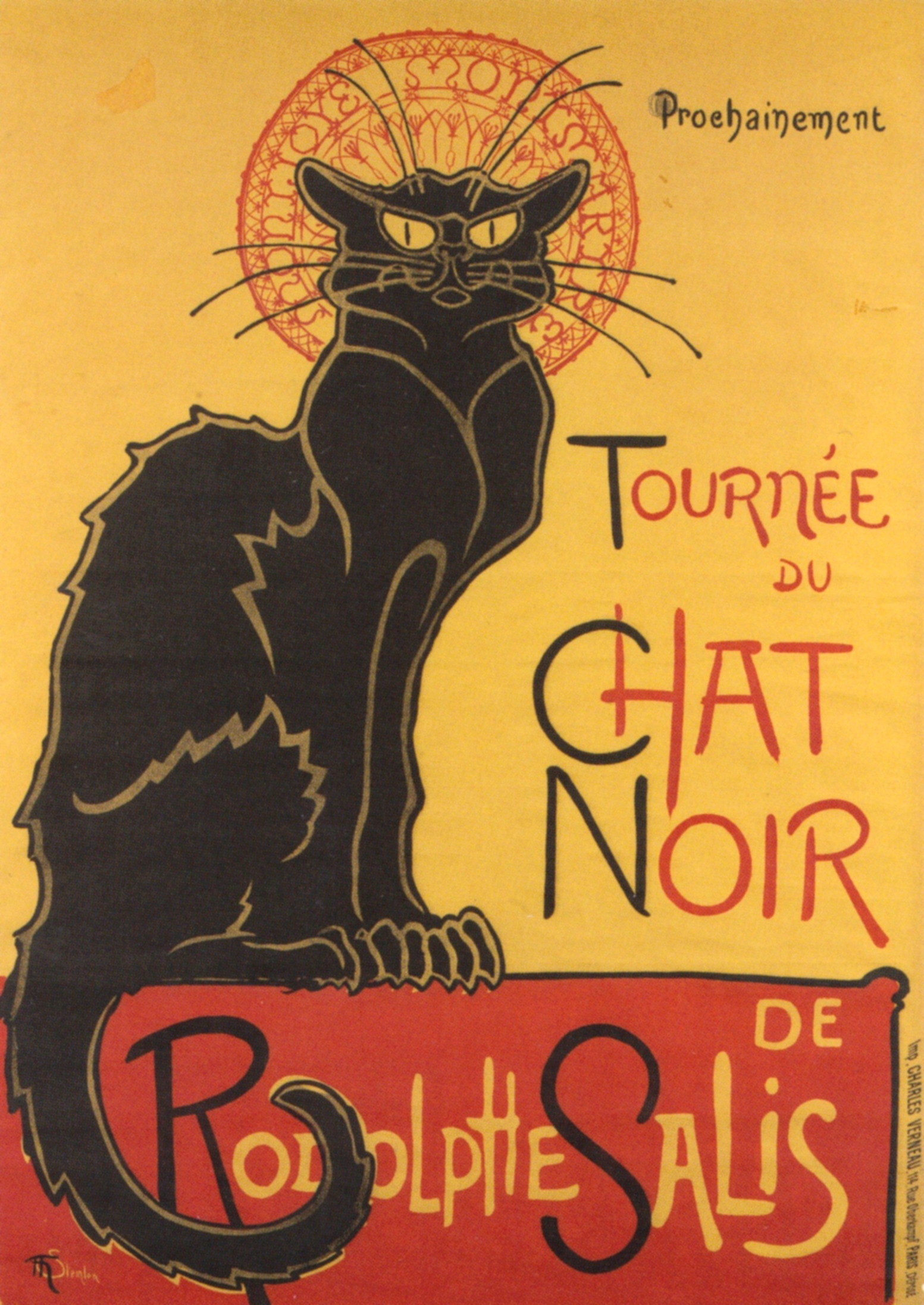
Théophile Steinlen, Tournée du Chat Noir, 1896, 135.9 x 95.9 cm, Museu de Arte Jane Voorhees Zimmerli, Universidade Estadual de Nova Jersey

Le Chat Noir foi um cabaré francês no final do século XIX, situado na Boulevard Rochechouart, nº 84 em Montmartre, distrito de Paris. De propriedade do empresário Rodolphe Salis, foi inaugurado em 18 de novembro de 1881. Considerado moderno na sua época, sendo centro de encontro de diversas figuras públicas, como poetas, escritores, pensadores, pintores e políticos.
Com a morte de Rodolphe Salis em 20 de março de 1897, o local acabou encerrando suas atividades, gerando carência por local onde a elite se reunia. Durante anos dirigiu espetáculos de cancan, fazendo turnês em algumas situações. Sendo comum na época ver cartazes publicitários em cidades da região, todos criados por Théophile-Alexander Steinlen.
Dentre nomes conhecidos da época, era comum ver figuras como Paul Signac, Émile Cohl, Erik Satie, Claude Debussy, Adolphe Willette, Paul Verlaine, Alphonse Allais, Jane Avril e August Strindberg. 
No bairro Praia do Canto, Vitória - ES, BRASIL, também existia um local de mesmo nome onde era um ponto de encontro de diversas figuras públicas, como poetas, escritores, pensadores, pintores e políticos.
Atualmente é uma famosa marca de biscoitos francesa.